# آرن مکرتچیان
آرن میکائیلی مکرتچیان (ارمنی: Արեն Միքայելի Մկրտչյան؛ زادهٔ ۲ آوریل ۱۹۹۲) یک نقشه‌کش و سیاستمدار اهل ارمنستان است که از تاریخ ۲۰۱۹ تا کنون سمت نمایندگی دوره‌های هفتم و هشتم مجلس ملی جمهوری ارمنستان را برعهده دارد.

## زندگی‌نامه
وی در ۲ آوریل ۱۹۹۲ در آلاوردی به دنیا آمد و از دانشگاه دولتی ایروان فارغ‌التحصیل شد. 

## یادداشت
1. ↑  Վարչապետի օգնական